# هیلاری برتون
 هیلاری برتون (انگلیسی: Hilarie Burton؛ زاده ۱ ژوئیهٔ ۱۹۸۲) یک هنرپیشه و تهیه‌کننده اهل ایالات متحده آمریکا است. وی از سال ۱۹۹۹ میلادی تاکنون مشغول فعالیت بوده‌است.
از فیلم‌ها یا برنامه‌های تلویزیونی که وی در آن‌ها به‌ایفای‌نقش پرداخته‌است می‌توان به انقلاب (۲۰۰۸)، یقه سفید (۲۰۱۳–۲۰۱۰)، بلادورث (۲۰۱۰)، کسل (۲۰۱۲)، کاملاً مال خودمان(۲۰۲۵)، آناتومی گری (۲۰۱۳)، فوراور (۲۰۱۵–۲۰۱۴)، دارای هستی (۲۰۱۵)، اسلحه مرگبار (۲۰۱۸–۲۰۱۷) و مردگان متحرک (۲۰۲۱) اشاره کرد.

## زندگی شخصی
هیلاری برتون در سال ۲۰۰۹ با جفری دین مورگان بازیگر امریکایی ازدواج کرد و در سال ۲۰۱۰ فرزند مشترکشان متولد شد. فرزند دوم آن‌ها در سال ۲۰۱۸ به‌دنیا آمد. این دو به واسطه دوستانشان، جنسن اکلس و دانیل هاریس، با یکدیگر آشنا شدند.